# Kirchenprovinz Trier
Die Kirchenprovinz Trier bestand zwischen 772 und dem 29. November 1801. Metropolit war der jeweilige Kurfürst und Erzbischof von Trier.

## Geschichte
Das Bistum Trier entstand um 250. 772 wurde Trier in den Rang eines Metropolitanerzbistum erhoben. Der Kirchenprovinz wurden die Diözesen Metz, Toul und Verdun zugeordnet.
Seit die Hochstifte Metz, Toul und Verdun durch den französischen König Heinrich II. besetzt wurden und 1552 mit Vertrag von Chambord zur Provinz Trois-Évêchés wurden, lag ein Großteil der Kirchenprovinz im Königreich Frankreich. Am 21. Juli 1777 wurde das Bistum Saint-Dié und am 19. November 1777 das Bistum Nancy aus Teilen von Toul errichtet. Die beiden Bistümer wurden der Kirchenprovinz Trier zugeordnet. Mit der päpstlichen Bulle Qui Christi Domini am 29. November 1801 wurde Trier zum gewöhnlichen Bistum heruntergestuft und dem Erzbistum Mecheln unterstellt. Am 16. Juli 1821 wechselte es in die Kirchenprovinz Köln.

Wappen von Stephan Ackermann

Noch heute hat der Galero im Wappen des Bistums Trier statt 12 Quasten 20, was gewöhnlich Erzbischöfen zusteht.